# Grigore H. Grandea
Grigore Haralamb Grandea (n. 26 octombrie 1843, Țăndărei, județul Ialomița – d. 8 noiembrie 1897, Bacău) a fost un poet, prozator, jurnalist și traducător român.

## Biografie
Părinții săi erau Haralambie Georgiu (Grandea), un negustor de origine aromână, și soția sa Maria (născută Baldovin). A studiat la Școala Națională de medicină și farmacie (1855-1859) și, intermitent, la Liceul Sfântul Sava din capitala București, absolvind în 1865. În 1866 și 1867, a urmat cursurile Facultății de Litere și Filozofie de la Universitatea din Liège, dar nu a absolvit. A lucrat ca intern la Spitalul Colțea (1860), asistent de chirurg în Ilfov (1861), medic de batalion la București, profesor de științe naturale la Școala Națională de medicină și farmacie (1862-1863), secretar la Arhivele de Stat (1864), inspector școlar pentru județele Gorj și Mehedinți (1871) și profesor provizoriu la București (1868), Craiova (1874) și Bacău (1888). Toate aceste locuri de muncă au fost temporare și pentru perioade de timp semnificative s-a susținut din punct de vedere material prin activitatea jurnalistică, lucrând ca  redactor la Monitorul Oficial, Dâmbovița, Presa, Timpul și Războiul. Gazetar pasionat și destul de talentat, el a fost redactor-șef la mai multe periodice, printre care Albina Pindului (1868-1878), Liceul român (1870), Steaua Daciei (1871), Tribuna (1873), Bucegiu (1879) și Sentinela (1887). A scris pentru majoritatea ziarelor și revistelor importante ale țării, inclusiv pentru Foaie pentru minte, inimă și literatură, Amicul poporului, Familia, Trompeta Carpailor, Românul, Columna lui Traian și Universul literar. Orientarea sa politică antiliberală o anunța pe cea a lui Mihai Eminescu.
A debutat ca poet în 1859, în „foaia politică și literară” Dâmbovița, pe care a redactat-o. Ca poet, el a fost un romantic tumultos și plin de patos, mai mult un stihuitor, și doar câteva din scrierile sale au rezistat dincolo de epoca sa. Cărțile sale de poezie sunt Preludele (1862), Poezii. Miosotis (1865), Poezii nouă (1873) și Nostalgia. Poezii (1885). Cele două romane, destul de interesante, sunt Fulga sau ideal și real (1872) și Vlăsia sau ciocoii noi (1887). El a scris o serie de povestiri în care a dovedit inventivitate în crearea intrigii, abilitate de povestitor și un anumit talent în schițarea portretelor și scenelor comice, precum și a personajelor pitorești și romantice. A tradus și adaptat numeroase scrieri poetice și în proză; unele dintre ele au fost incluse în propriile sale cărți, dar cele mai multe au apărut în ziare. Printre autorii traduși de el se află Teocrit, Virgilius, Sappho, Anacreon, Seneca cel Tânăr, Ovidiu, Lucian din Samosata, Hafez, Dante Alighieri, William Shakespeare, Ludwig Uhland, James Macpherson (Ossian), Aleksandr Pușkin, Thomas Gray, Sully Prudhomme, Jules Verne, Émile Zola, George Sand și Adam Mickiewicz. Grandea a murit la Bacău.

## Opera literară

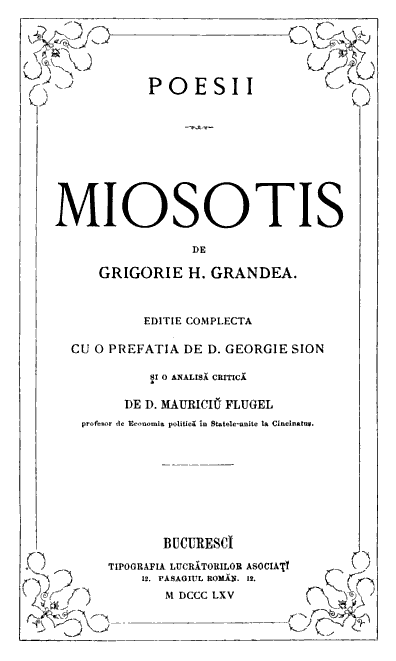
Coperta ediției princeps a volumului de poezii Miosotis (1865)

- Preludele, prefață de Gh. Sion, București, 1862;
- Miosotis, prefață de Gh. Sion, București, 1865;
- Fulga, Turnu Severin, 1872; ediția (Fulga sau Ideal și real, București, 1885);
- Eroii Pindului, București, 1872;
- Poezii noue, I, București, 1873;
- Nostalgia, București, 1885;
- Vlăsia sau Ciocoii noi, București, 1887;
- Danțul morții, București, 1918;
- Scrieri, ediție îngrijită și prefață de Pavel Țugui, București, 1975.